# Max Hilaire
Max Hilaire (Bondy, 6 dicembre 1985) è un calciatore francese naturalizzato haitiano, centrocampista dell'Aviron Bayonnais.

## Carriera

### Club
Comincia la carriera giovanile nel 1993 con il Blanc Mesnil. Nel 2000 passa all'Aulnay-sous-Bois. Dopo 3 anni, nel 2003 passa al Chelles. Dopo 4 anni, nel 2007 passa al Noisy Le Grand. Nella primavera 2009 si trasferisce all'Aviron Bayonnais. Dopo 3 anni, nel 2012 passa al Pau, nel Championnat de France amateur. Successivamente gioca con Tarbes Pyrénées, Consolat Marsiglia e SO Cholet. Esordisce in Coppa di Francia con il Consolat Marsiglia nella vittoria per 3-0 contro l'Ajaccio del 4 gennaio 2015, valida per il 1º turno.

### Nazionale
Esordisce in nazionale nella sconfitta per 1-0 in amichevole contro El Salvador del 9 febbraio 2011.
Viene convocato per la Copa América Centenario negli Stati Uniti.